# 柏鲁湖
6°14′50″N 100°48′47″E / 6.247109°N 100.81295°E
柏鲁湖（Tasik Pedu） 位于马来西亚吉打境内，地处泰国边界，距亚罗士打首府约80公里，湖泊面积有75平方公里。